# زردک ایتالیایی
زردک‌ماهی ایتالیایی (نام علمی: Barbus plebejus) گونه‌ای از ماهیان آب شیرین از خانواده کپورماهیان است که تقریباً با زردپر معمولی Barbus barbus مرتبط است. نام زردک از کلمه لاتین barba به معنی ریش گرفته شده‌است که اشاره‌ای به دو جفت سبیلک دارد که یک جفت بلندتر به سمت جلو و کمی پایین در کنار دهان قرار گرفته‌است.
این گونه در کرواسی، ایتالیا، اسلوونی و سوئیس یافت می‌شود.